# Route départementale 301 (Haïti)
Pour les articles homonymes, voir Route départementale 301.
La route départementale 301, ou RD 301, est une route départementale d'Haïti, reliant Belladère à Mirebalais,.

## Présentation
La route départementale 301 a une longueur totale de 53,2 km.
Elle se termine à la frontière entre Haïti et la République dominicaine.

## Tracé
- Belladère
- Lascahobas
- Rivière Fer à Cheval
- Mirebalais